# Treća urugvajska nogometna liga
Treća urugvajska nogometna liga (špa. Segunda División Amateur de Uruguay - u doslovnom prijevodu "Druga amaterska nogometna liga") predstavlja treći i najniži stupanj nogometnih natjecanja u Urugvaju. Liga je osnovana 1972. godine, te ju organizira i vodi Urugvajski nogometni savez kao član južnoameričke nogometne konfederacije CONMEBOL-a. U njoj se trenutačno natječe 13 klubova. Najviše naslova (njih 5) ima nogometni klub Villa Española.
Najbolja dva ili tri kluba u ligi se promoviraju u Drugu urugvajsku nogometnu ligu, dok se iz Druge lige u Treću degradiraju dva najlošija kluba.

## Vanjske poveznice
- (šp.) elascenso.com/ - službene stranice Treće urugvajske nogometne lige